# Gheorghe Avramescu

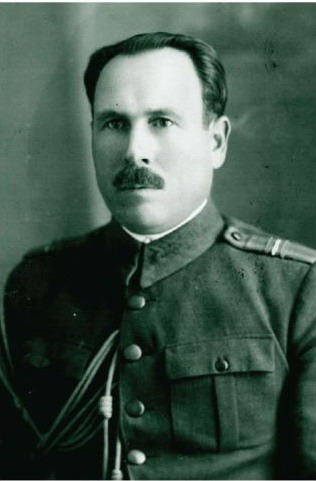
Gheorghe Avramescu (1931–1935)

Gheorghe Avramescu (* 26. Januar 1888 in Botoșani; † 3. März 1945) war ein rumänischer Offizier, zuletzt Generalleutnant und Armeeführer im Zweiten Weltkrieg.

## Leben
Avramescu stammt aus einer einfachen Bauernfamilie. Im Jahr 1906 wurde er in die Infanterieoffiziersschule in Bukarest aufgenommen. Er beendete im Juli 1908 die Schule 11. Bester von 60 Schülern. Er wurde zum Leutnant befördert und im 16. Dorobanti-Regiment in Suceava Zugführer. Dort blieb er bis zum 23. September 1910, als er in die Infanteriespezialschule geschickt wurde. Ein Jahr später machte er seinen Abschluss, wurde zum Oberleutnant befördert und trat in die Reihen des 38. Infanterieregiments Neagoe Basarab ein, das seine Garnison in Brăila hatte. Dort heiratete er im Februar 1913 Adela Gologan. Nach dem Ende des bulgarischen Feldzugs während der Balkankriege im Oktober 1913 ging er zum Studium an die Militärakademie. Nach nur einem Jahr musste er die Schule unterbrechen und kehrte zum 38. Regiment zurück, um eine Kompanie zu befehligen. Bei Eintritts Rumäniens in den Ersten Weltkrieg beförderte man ihn zum Hauptmann und zum Kommandeur der 9. Kompanie des 78. Infanterieregiments ernannt. Die 40. Brigade der 9. Infanteriedivision, der das Regiment unterstellt war, wurde in der Dobrudscha eingesetzt. Kurz nachdem die Feindseligkeiten mit den bulgarischen und deutschen Truppen begonnen hatten, übernahm Avramescu das dritte Bataillon. Er kämpfte in verschiedenen Schlachten, wobei er im Oktober 1916 am rechten Arm verwundet wurde. Im September 1917 beförderte man ihn in den Rang eines Majors. Er erhielt für seinen Einsatz im Ersten Weltkrieg mehrere Orden. Im Februar 1918 wurde Avramescu als Leiter des Mobilisierungs- und Organisationsbüros in den Stab der 1. Vanatori-Division versetzt, obwohl er nur ein Jahr lang an der Militärakademie studiert hatte. Er blieb in dieser Position bis zum 14. Oktober 1918, als er zur Fortsetzung seiner Ausbildung an die Akademie geschickt wurde, aber die Remobilisierung vier Wochen später ließ ihn sein Studium erneut unterbrechen. Major Avramescu wurde zum Chef des Geheimdienstbüros des 3. Korps ernannt. Nachdem die Kämpfe mit der Kommunistischen Republik Ungarn beendet waren, kehrte er 1919 an die Kriegsakademie zurück und schloss im folgenden Jahr als 2. seines Jahrgangs ab. Danach kehrte er zurück, um ein Bataillon des 78. Regiments zu befehligen. Nach der Auflösung dieser Einheit 1923 wurde er zum Oberstleutnant befördert und zum Stabschef der 10. Infanteriedivision ernannt. Diese Position hielt er bis zum 31. März 1929, als er erneut befördert wurde und das Kommando des 38. Infanterieregiments in Brăila, seiner alten Einheit, erhielt. Avramescu wurde dann im Oktober 1932 in den Generalstab versetzt, wo er Leiter des 6. Transport Büros war. Ab März 1934 wurde er der Generalinspektion der Gendarmerie zugeteilt. 
Im Juni 1935 erhielt er das Kommando über die 12. Infanterie-Brigade. Im folgenden Jahr 1936 stieg er zum Brigadegeneral auf und übernahm im November 1937 die Führung der 10. Infanterie-Brigade. Zu Beginn des Zweiten Weltkrieges wurde er im September 1939 zum Kommandeur der 10. Infanterie-Division ernannt, am 8. Juni 1940 stieg er zum Generalmajor auf.
Nach Beginn des Unternehmens Barbarossa nahm Rumänien an der Seite der deutschen Wehrmacht am Angriff gegen die Sowjetunion teil. Anfang Juli 1941 begleitete General Avramescu im Verband der 3. Armee (General Dumitrescu) als Kommandierender General des rumänischen Gebirgskorps den Angriff der deutschen 11. Armee in der nördlichen Bukowina. Sein Korps stieß über die Stalinlinie und den Bug in den Raum nördlich der Krim vor und nahm an der Schlacht am Asowschen Meer teil. Nach der Einkreisung der sowjetischen 9. und 18. Armee war der Weg durch die Landenge von Perekop auf die Krim frei. Das Gebirgskorps war in dieser Zeit der 11. Armee unterstellt und wurde völlig zersplittert. Durch Avramescus Intervention bei Antonescu konnte er bei General von Manstein erreichen, sein selbstständiges Kommando wiederzuerlangen.
Im Juni 1942 während der Unternehmen Störfang erhielt er für den Angriff auf die Festung Sewastopol einen eigenständigen 17 Kilometer breiten Angriffsabschnitt zugewiesen. Die rumänische 18. Infanterie-Division wurde zum Schutz der linken Flanke des LVI. Armeekorps, die 1. Gebirgs-Division zur Deckung der rechten Flanke des XXX. Armeekorps bestimmt.
Für den erfolgreichen Einsatz, der zur Eroberung der Festung führte, wurde Avramescu zum Generalleutnant befördert und am 25. Oktober 1942 mit dem Deutschen Kreuz in Gold ausgezeichnet. Die Gebirgskorps blieb infolge als Besatzungstruppe auf der Krim, Teile der Gebirgstruppen kämpfen zur Jahreswende im Abschnitt der deutschen 17. Armee im Kaukasus und im Kuban-Gebiet.
Im Dezember 1943 wurde Avramescu zum Kommandierenden General des rumänischen 3. Korps am Dnjestr. Nach dem Rückzug auf die Moldau übernahm er das 6. Korps. Im August 1944 stand er während der Schlacht zwischen Jassy und Kischinew im Bereich der 4. Armee und vertrat den wegen Urlaub abwesenden Oberbefehlshaber General Racoviță. Nach Beginn der Großoffensive der 2. Ukrainischen Front versuchte er am 20. August vergeblich von Marschall Antonescu die Erlaubnis zum Rückzug auf die leichter zu verteidigende Linie Focșani–Namoloasa–Galatz zu erhalten. General Ilie Steflea, die rechte Hand des Marschalls Antonescu erhielt darauf den Oberbefehl der 4. Armee, Avramescu kehrte zum 6. Korps zurück. In dieser Zeit vollzog Rumänien seinen Frontwechsel und trat auf Seite der Sowjetunion. Am 31. August 1944 übernahm er nach dem Sturz Antonescus abermals die Führung der rumänische 4. Armee und marschierte an der Seite des Marschalls Malinowski in Siebenbürgen ein. Im September 1944 hielten seine Truppen eine deutsch-ungarische Gegenoffensive auf und beteiligten sich am sowjetischen Gegenangriff am Fluss Mures. Im Oktober 1944 begann die sowjetisch-rumänische Offensive in Nordwestsiebenbürgen. Am 26. Oktober 1944 nahmen rumänische Einheiten Carei ein. Der weitere Vormarsch über die Theiß und das Hernad-Tal führte die rumänische 4. Armee an die Grenze der Slowakei. Für seine Verdienste um die Rückeroberung Nordwestsiebenbürgen wurde General Avramescu noch mit dem Orden Michael der Tapfere mit den Schwertern 3. Klasse ausgezeichnet. 

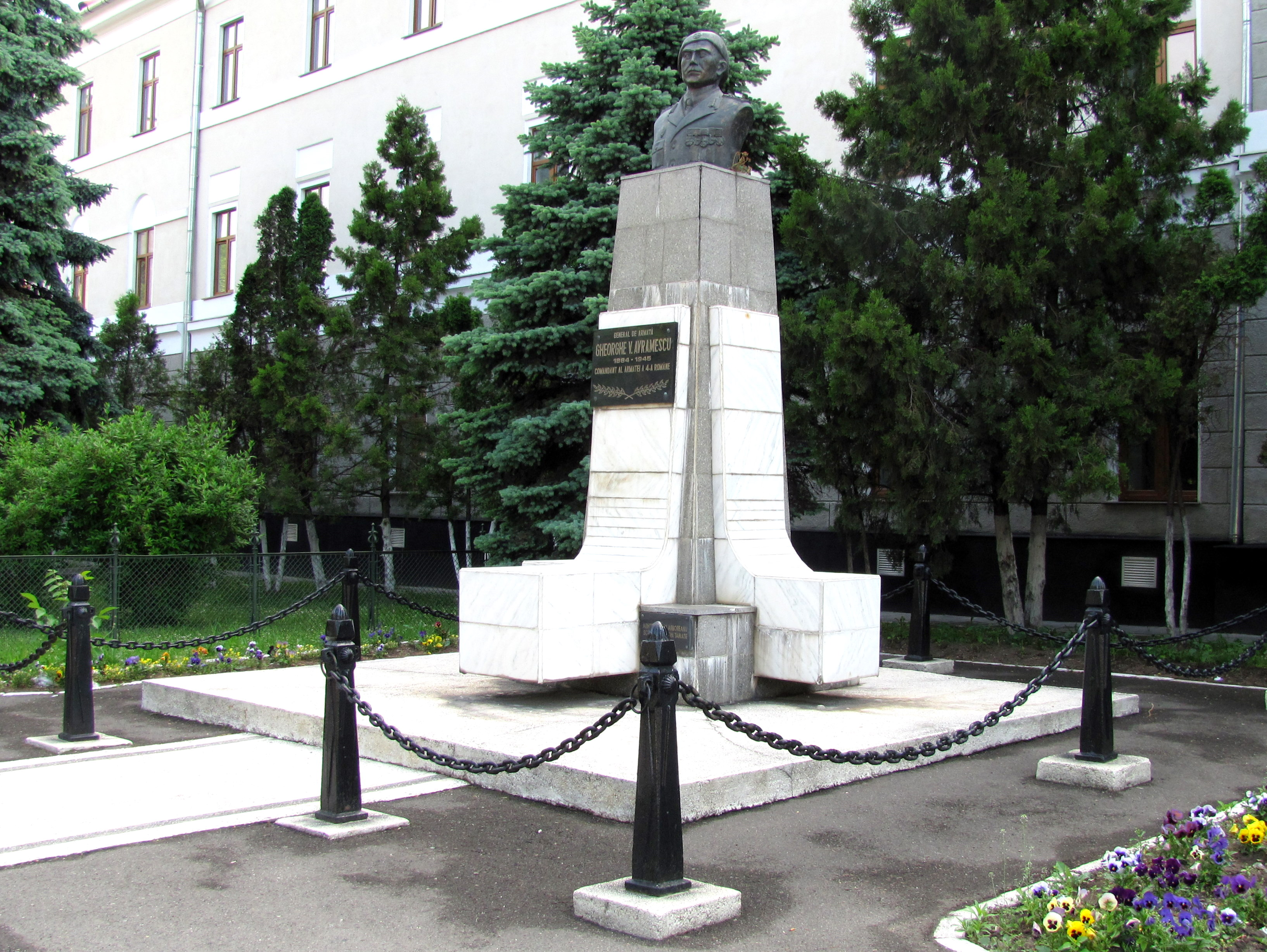
Denkmal für Gheorghe Avramescu in Cluj-Napoca

Noch vor dem Kriegsende wurde Avramescu im März 1945 vom NKWD verhaftet und exekutiert. Nach Darstellung des NKWD wurde Avramescu am 3. März 1945 bei einem deutschen Luftangriff auf den Wagen, der ihn transportierte, getötet. Sein Leichnam setzte man auf dem Budapester Soshalom-Friedhof bei. Der General war der einzige Insasse des Wagens, der getötet wurde. Nach dem offiziellen Bericht des NKWD-Vorsitzenden Lavrentiy Beria vom 23. März 1945 wurde Avramescu von einer Kugel durch die Windschutzscheibe des Wagens getroffen. 
Ebenfalls am 3. März 1945 wurden Adela, Avramescus Frau, und Felicia Avramescu-Sturdza, seine Tochter, verhaftet und nach Sibirien geschickt. Seine Tochter nahm sich das Leben; nach sowjetischen Quellen geschah dies am 6. März 1945. 1956 kehrte Adela nach Rumänien zurück. 
Am 23. Oktober 2000 wurden Avramescus sterblichen Überreste nach Rumänien zurückgebracht und mit militärischen Ehren auf dem Hajongard-Friedhof von Cluj-Napoca beigesetzt. Auf dem Stadtplatz Ștefan cel Mare wurde eine Büste von Avramescu aufgestellt.

## Auszeichnungen
- Rumänischer Militärorden Michael der Tapfere III. bis II. Klasse
- Eisernes Kreuz (1939) II. Klasse
- Eisernes Kreuz (1939) I. Klasse
- Deutsches Kreuz in Gold am 25. Oktober 1942